# L'uncino
L'uncino (The Hook) è un film del 1963 diretto da George Seaton.
È un film di guerra statunitense con Kirk Douglas, Robert Walker Jr. e Nick Adams. È basato sul romanzo L'hameçon di Vahé Katcha. È ambientato durante la guerra di Corea e incentrato sulle vicende di un gruppo di soldati americani.

## Trama
Il giovane soldato Dennison viene assegnato come guardia durante lo scarico del carburante di una petroliera assiste ad un attacco di un aereo nemico che causa la morte di un tenente. Poco dopo l’aereo precipita e Dennison soccorre Kim,il pilota nemico ferito che viene preso come prigioniero sulla petroliera che riprende la rotta. Il sergente Briscoe riferisce via radio al quartier generale, scoprendo che il prigioniero ha bombardato anche il comando centrale e un ospedale della Croce Rossa. Gli viene, pertanto, ordinato di procedere all’esecuzione del prigioniero. Inizialmente riluttante, Briscoe mostra dei dubbi morali, mentre Dennison e il compagno Hackett si rifiutano, a loro volta, di obbedire all’ordine di uccidere Kim. Il prigioniero non capisce questo comportamento e fugge proprio mentre la notizia del cessate il fuoco raggiunge la nave. Kim, nel frattempo, non conoscendo il messaggio di fine delle ostilità, fugge dal luogo in cui era stato rinchiuso e tenta di distruggere i fusti di carburante imbarcati. Se ne avvedono Briscoe, Dennison e Hackett che lo raggiungono nella stiva e cercano di avvertirlo, inutilmente, che la guerra è finita. Armato di rasoio, Kim, di fronte a Briscoe, esita a colpirlo, pronunciando, nella sua lingua, due importanti parole che il sergente non può comprendere...

## Produzione
Il film, diretto da George Seaton su una sceneggiatura di Henry Denker con il soggetto di Vahé Katcha (autore del romanzo), fu prodotto da William Perlberg per la Metro-Goldwyn-Mayer. Le riprese si svolsero tutto attorno all'isola di Santa Catalina, in California, una scelta che offrì verosimiglianza e isolamento scenografico autentico. Il set fu allestito attorno al 1° maggio 1962, all’inizio della produzione.

## Distribuzione
Il film fu distribuito con il titolo The Hook negli Stati Uniti dal 15 febbraio 1963 al cinema dalla Metro-Goldwyn-Mayer.
Alcune delle uscite internazionali sono state:
- in Francia il 24 luglio 1963 (Un homme doit mourir)
- in Finlandia il 9 agosto 1963 (Loukku)
- in Svezia il 2 settembre 1963 (Någon måste döda)
- in Austria nell'ottobre del 1963 (Männer - hart wie Eisen)
- in Germania Ovest il 1º novembre 1963 (Männer - hart wie Eisen)
- in Danimarca il 9 novembre 1964 (Krogen)
- in Grecia (Aftos pou prepei na pethani)
- in Ungheria (A csapda)
- in Brasile (Sede de Vingança)
- in Spagna (Silencio de muerte)
- in Italia (L'uncino)

## Critica
Secondo il Morandini il film è "un claustrofobico e verboso dramma che diventa una greve moralità predicatoria".